# شیما، میه
شیما در استان میه در کشور ژاپن واقع شده‌است که دارای جمعیت ۵۶٬۷۵۸ نفر و مساحت ۱۷۹٫۷۰ کیلومتر مربع با تراکم جمعیت ۳۱۶ نفر در کیلومترمربع است و در تاریخ ۱ اکتبر ۲۰۰۴ به عنوان شهر شناخته شد.